# さるのこしかけ (小説)
「さるのこしかけ」は宮沢賢治の短編小説（童話）である。生前は未発表であった。
少年がサルに連れられて不思議な体験をするストーリーである。本作自体は改作されたり、他の作品に組み込まれることはなかったが、山男や種山ヶ原など、いくつかの作品にみられるモチーフが使用されている。

## あらすじ
楢夫は自宅裏の栗の木に、白いきのこ「さるのこしかけ」が3つ生えているのを見つけた。これに座る猿はずいぶん小さいだろうと楢夫が考えているとそこに三匹の猿が現れる。軍服を着て勲章を付けた一匹は60歳の陸軍大将だと名乗り、楢夫を尋問するように話しかけた。楢夫が反発すると、大将の猿は急に丁重になり、「いい所へお連れする」と言って楢夫を栗の木の中へと誘う。栗の木の内部は煙突状の空洞になっており、上に向かって階段が壁沿いに伸びていた。猿に従って楢夫が上っていくと、やがて周囲が開ける。猿はそこが種山ヶ原だと話す。そこにはほかにも小猿がいて、大将の猿の号令の下、楢夫の前で演習を始める。小猿の兵隊は楢夫に突進し、小さな網で縛り上げてしまう。猿たちは大将の号令で楢夫の胴上げを始め、何度目かのあと、楢夫を地面に落とそうとするが、そこに山男が現れて楢夫の体を受け止め、気がつくと自宅の前に戻っていた。